# Opera Mail
Opera Mail, numit și Opera M2, este un client de poștă electronică dezvoltat de Opera Software. A constituit parte integrantă a browserului Opera între versiunile 2 și 12. A devenit un produs separat odată cu lansarea Opera 15 în 2013.

## Legături externe
- Site web oficial